# توم أوستين
توم أوستين (بالإنجليزية: Tom Austin)‏ هو سياسي أسترالي، ولد في 24 سبتمبر 1923، وتوفي في 1 يونيو 2002. انتخب عضو الجمعية التشريعية فيكتوريا.